# Галкин, Абрам Ильич
Абра́м Ильи́ч Га́лкин (1890—1938) — советский организатор кинопроизводства, стоявший у истоков белорусской кинематографии, управляющий «Белгоскино» (1925—1936), член ЦИК БССР.

## Биография
Родился в 1890 году в Витебске. Его дед и отец были винокурами-техниками. Сёстры Елена, Ольга и брат Ной стали врачами. В 1905 году вступил в еврейскую социал-демократическую рабочую партию «Поалей Цион». Стал одним из инициаторов первого собрания «сеймовцев». С 1906 по 1910 год изучал, в том числе экстерном, медицину. Заболел туберкулёзом лёгких. С 1911 по 1913 год лечился в санатории для русских эмигрантов-революционеров в Давосе, подрабатывал в аптеке в Цюрихе. За полгода до начала Первой мировой войны вернулся в Россию. По собственному признанию, был тогда «ярым антибольшевиком». После слияния «сеймовцев» с левым крылом Бунда вступил в апреле 1920 года в РКП(б). Впоследствии его партийный стаж отсчитывался с 1918 года.
В 1918—1919 годах — председатель Союза театральных служащих, член правления президиума Сорабиса в Витебске. C 1919—1923 годах — заведующий кинофотосекцией, председатель правления художественных предприятий  Витебского губернского отдела народного образования. В 1923—1924 годах — заведующий художественным отделом губполитпросвета в Витебском уездно-городском отделе народного образования, руководитель зрелищных предприятий Витебска.
В январе 1925 года был назначен директором «Белгоскино» в Минске. Эта организация возникла в декабре 1924 года «для упорядочения кинодела в БССР» с основным капиталом всего в 38 тысяч рублей. «Белгоскино», которое вскоре стало трестом и получило в ведение ряд кинотеатров, надлежало осуществить кинофикацию и наладить собственное кинопроизводство. В сентябре 1925 года Абрам Галкин был направлен в командировку в Берлин с целью закупки осветительно-съёмочной аппаратуры и киноплёнки. 25 декабря 1926 года в Минске состоялась премьера «Лесной были» Юрия Тарича — первого белорусского игрового фильма, снятого по инициативе директора «Белгоскино».
В 1927 году Галкин был снова командирован в Берлин для приобретения «киноаппаратуры и кино-фото товаров и кинофильм». Среди закупленных им в Германии художественных фильмов значились картины с участием знаменитых актёров немецкого кино, таких как Пауль Вегенер и Лиа де Путти. «Белгоскино» начало также экспорт своей кинопродукции. В сентябре 1927 года оно известило Наркомторг республики об отправке в Германию кинофильма «Лесная быль». В октябре того же года Галкин направил в Наркомторг письмо, в котором отмечал, что «в протяжении 1927—28 года признано нами к экспорту два фильма — „Его превосходительство“ (памяти Гирша Лекерта) и „Кастусь Калиновский“». Экспорт планировался в Латвию и Германию. В Германию также был продан фильм «В большом городе».
В ноябре 1927 года Президиум ЦК Рабис по докладу Галкина «признал положение кино-дела в БССР нормальным, а существующую организационную структуру (производство, прокат и кино-сеть) целесообразно организованной». Однако для организации кинофабрики в БССР тогда не было ни кадров, ни базы, ни средств. Директору «Белгоскино» помог первый секретарь Ленинградского губкома ВКП(б) Сергей Киров. В середине 1927 года под кинофабрику «Белгоскино» был арендован и оборудован дом бывшего театра «Кривое зеркало» на канале Грибоедова в Ленинграде.
29 января 1929 года Галкин был утверждён членом Кинокомитета при Совнаркоме СССР. Участвовал в работе Минской городской рабочей киноконференции (1929). Принимал участие в работе секретариата АРРК (1932).
В 1934 году коллектив кинофабрики «Советская Белорусь» уже насчитывал 300 человек. Постановлением ЦИК СССР от 11 января 1935 года в связи с 15-летием советской кинематографии Абрам Галкин был награждён орденом Трудового Красного Знамени. 11 марта 1935 года в Белорусском государственном театре состоялось торжественное заседание, посвящённое 10-летию белорусского кино.
2 июля 1936 года в газете «Правда» появилась статья «Беспризорная киностудия», в которой работа студии «Советская Белорусь» подверглась разгромной критике. 17 сентября 1936 года Совнарком БССР и ЦК КП(б)Б приняли постановление «О работе Белгоскино и киностудии „Советская Белорусь“ в Ленинграде», в котором признали «совершенно правильной» критику в «Правде». За «грубое отношение к творческим кадрам» и «создание семейственности в аппарате Белгоскино» Абрам Галкин получил выговор и был снят с должности. По совету председателя Совнаркома БССР Николая Голодеда уехал в Москву, избежав таким образом репрессий в республике.
В 1936—1938 годах работал заместителем управляющего государственным трестом «Росснабфильм» Управления кинофикации при СНК РСФСР.
Умер 15 февраля 1938 года. Урна с прахом захоронена в колумбарии на Новодевичьем кладбище.

### Семья
- Брат — Ной Ильич Галкин (1897—1957), кинорежиссёр, сценарист.
- Сестра – Ольга Ильинична Галкина (1897–1941), фтизиатр.
- Сестра – Елена Ильинична Галкина, терапевт.
- Жена — Бэлла Израилевна Галкина, урождённая Лабок (1891—1984), заслуженный учитель БССР.
  - Сын — Александр Абрамович Галкин (1922–2022), историк, политолог[31].

## Награды
- орден Трудового Красного Знамени (11 января 1935)[23]